# Kaliningrad
Kaliningrad (rusky Калининград), do roku 1946 německy Königsberg (rusky Кёнигсберг nebo Королевец – Korolevec, česky Královec, polsky Królewiec, litevsky Karaliaučius), je hlavní město Kaliningradské oblasti, exklávy Ruské federace (mezi Polskem a Litvou). Leží při ústí řeky Pregoly do Baltského moře. Žije zde přibližně 498 tis. obyvatel (2022). Královec býval metropolí Východního Pruska, po 2. světové válce připadl s okolní oblastí na základě postupimské konference Sovětskému svazu a po jeho rozpadu připadl Rusku.

## Historie

### Sambové
Osada Pregnora (Twangste) na místě pozdějšího města byla založena již kolem roku 300 př. n. l. a byla zničena při dobývání Pruska Řádem německých rytířů (1255). Oblast byla dříve obývána kmenem Sambů z baltského etnika starých Prusů, které pravděpodobně v 17. století podlehlo germanizaci.

### Královec
Křižáci město založili v roce 1255 na počest českého krále Přemysla Otakara II., který se zde proslavil předchozího roku v bitvě u Rudavy v rámci křížové výpravy proti pohanským Prusům. Křižáci v místě postavili hrad, který v roce 1256 pojmenovali Královská hora v Sambii („castrum de Coningsberg in Sambia“), latinsky Mons Regius a později Regiomontium.
Kolem roku 1290 získal Královec městská práva. Rozvíjel se jako přístav a člen Hanzy. Kolem roku 1300 vznikla na jižním břehu řeky Pregola osada Löbenicht a roku 1327 na ostrově mezi dvěma rameny Pregoly osada Kneiphof (obě osady byly nakonec v roce 1724 připojeny k městu). Roku 1312 se hrad stal sídlem velmistra řádů německých rytířů; nedlouho poté začala stavba katedrály, zasvěcené sv. Vojtěchovi. V roce 1345 město postihl ničivý požár.
Roku 1701 připadl Královec Prusku a téhož roku zde byl Fridrich I. korunován pruským králem. V 18. století byla připojena další předměstí. Za sedmileté války připadlo město nakrátko Rusku. Roku 1871 se stalo součástí nově vzniklého Německého císařství.

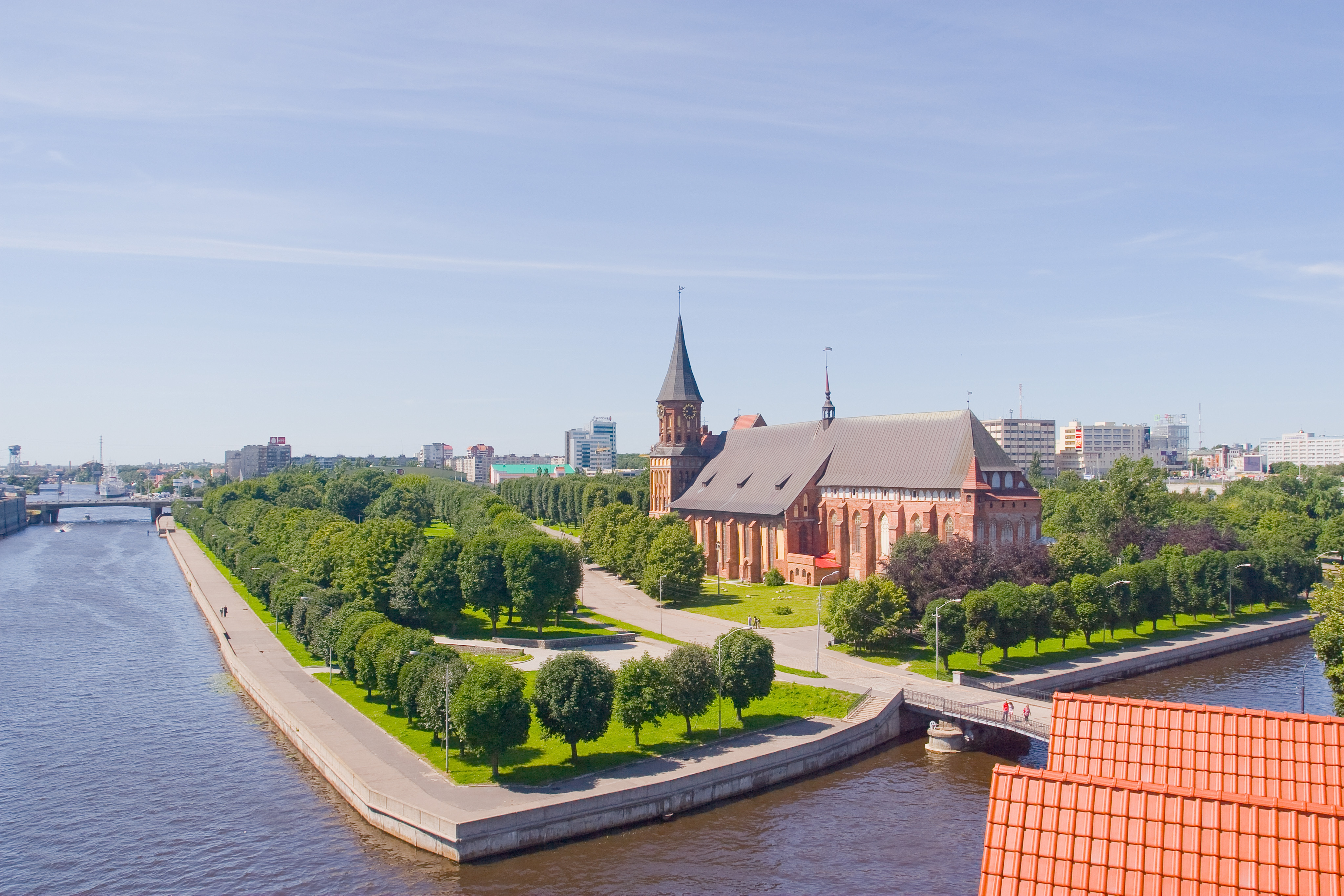
Kalingradská katedrála sv. Vojtěcha pochází patrně z první poloviny 14. století. Mj. je v ní pohřben německý filosof Immanuel Kant

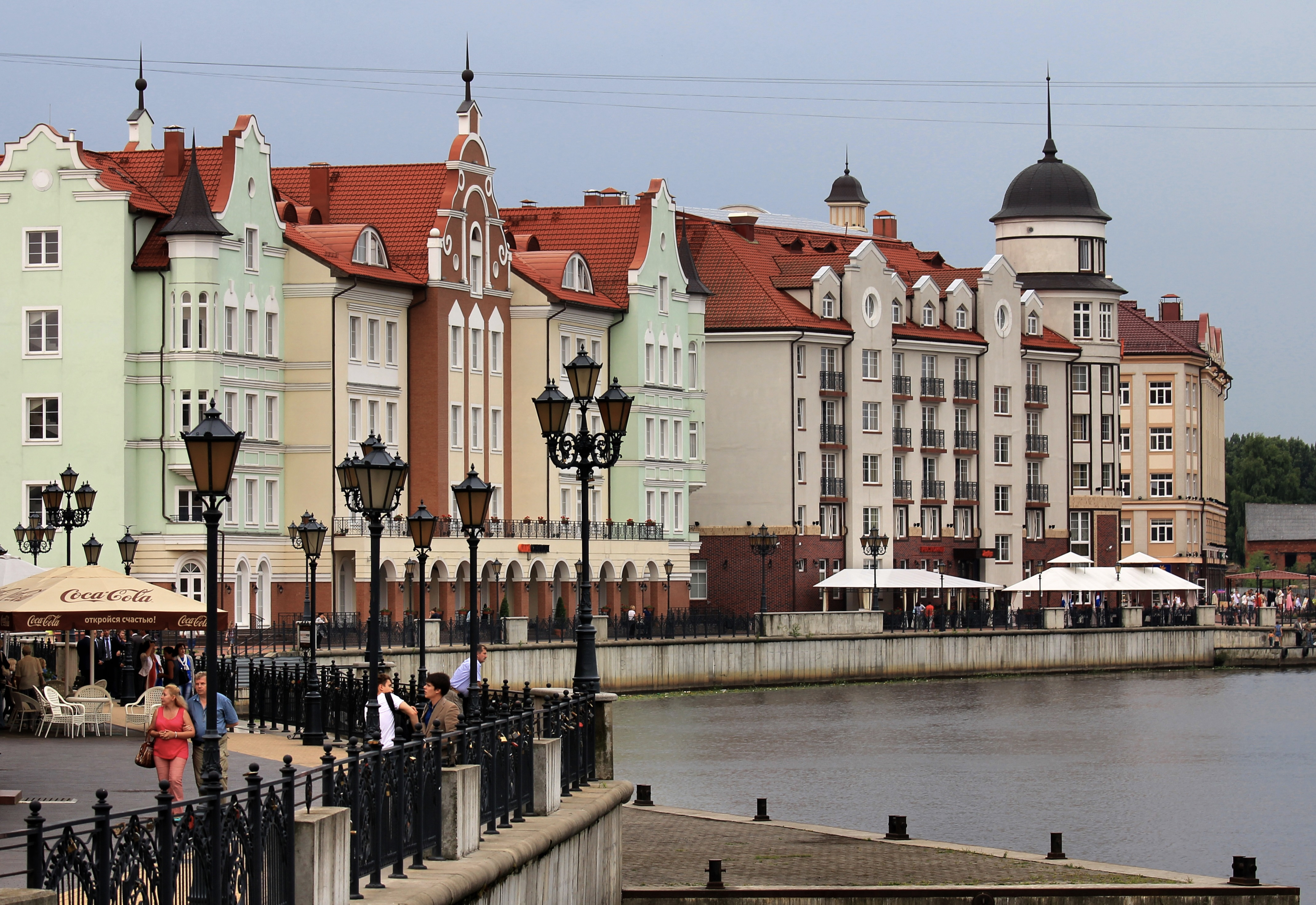
Centrum Kaliningradu

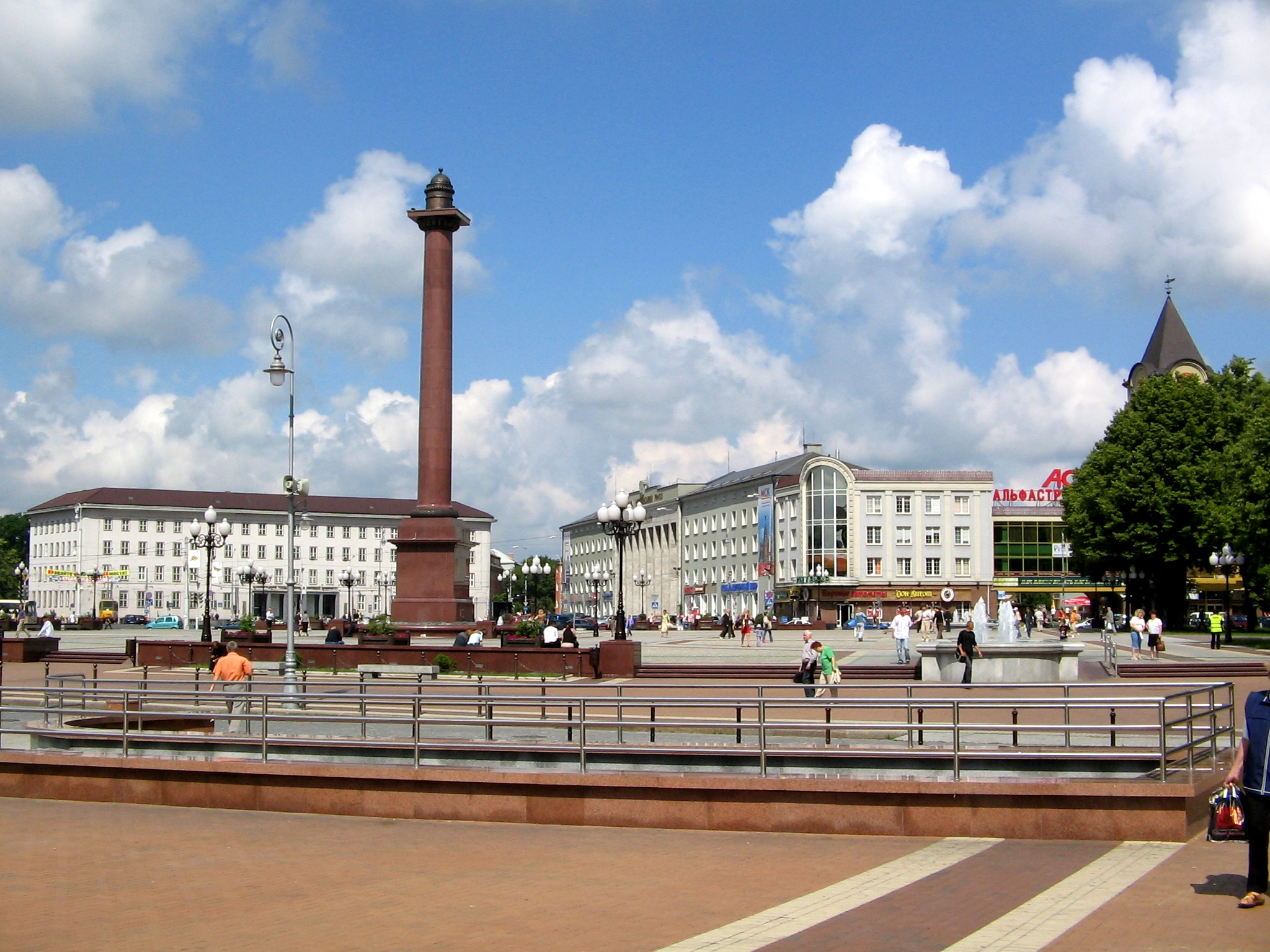
Vítězné náměstí

Za druhé světové války bylo město jako důležitý přístav nacistického Německa těžce bombardováno britským letectvem. Část obyvatel jej opustila ještě před příchodem Rudé armády, která jej obsadila 9. dubna 1945 po čtyřdenní bitvě. Po jejím příchodu bylo z města vysídleno zbylých 200 000 Němců. Zůstalo asi 20 000 obyvatel (z původních 316 000 před válkou). Po postupimské konferenci město připadlo spolu se severní částí Východního Pruska Sovětskému svazu. Ke 4. červenci 1946 bylo přejmenováno na Kaliningrad podle sovětského politika Michaila Ivanoviče Kalinina.

### Kaliningrad
Jako nejzápadnější výspa Sovětského svazu nabyla Kaliningradská oblast velkého významu v průběhu studené války. Kaliningrad se stal v 50. letech 20. století sídlem sovětské Baltské floty. Z důvodu svého strategického významu byl Kaliningrad uzavřen pro cizince.
Po válce zde bylo založeno Regionální muzeum historie a umění, Kaliningradské divadlo a v roce 1967 Baltská federální univerzita Immanuela Kanta. V roce 1979 se otevřelo Jantarové muzeum; mezi exponáty je druhý největší valoun jantaru na světě, jakož i sbírka více než 3000 jantarových inkluzí.
Po rozpadu Sovětského svazu v prosinci 1991, resp. již vyhlášením nezávislosti Litvy 11. března 1990, se Kaliningradská oblast stala exklávou Ruska a otevřela se zahraničním návštěvníkům. V městě Baltijsku nedaleko Kaliningradu se nachází jediný ruský přístav v Baltském moři, který během roku nezamrzá (na rozdíl od přístavů v severnější Leningradské oblasti).
V roce 2022 se Kaliningrad pod svým exonymem Královec stal předmětem českého internetového memu spočívajícího v satirickém návrhu na jeho připojení (s celou Kaliningradskou oblastí nebo její částí) k Česku jako tzv. Královecký kraj.

## Baltské loděnice Jantar
V roce 1945 byla ve městě založena ruská Baltská loděnice Jantar, která navázala na německou loděnici F. Schichau GmbH. Tato loděnice je jednou z největších ruských loděnic a jediný ruský loďařský podnik v této části Baltského moře bez ledu, v blízkosti největších průmyslových center Evropy. Specializuje se na stavbu a opravy moderních válečných lodí a moderních civilních lodí. Lodě pro civilní účely si zde objednávají společnosti nejen z Ruska, ale i Norska, Německa, Indie a Nizozemska.

## Sport
Kaliningrad hostil některé zápasy během ruského Mistrovství světa ve fotbale 2018.

### Německá sportovní sdružení
Všechny místní německé kluby zanikly se sovětskou anexí v roce 1945. Patřily k nim:
- VfB Königsberg – fotbalový klub, založený v roce 1900. Historický nejúspěšnější fotbalové mužstvo Pruska (mj. jedenáctinásobný mistr Baltu a pětinásobný mistr Východního Pruska).
- SV Prussia-Samland Königsberg – fotbalový klub, založený v roce 1904, pětinásobný mistr Baltu.
- SpVgg ASCO Königsberg – sportovní klub, založený v roce 1919. Trojnásobný účastník nejvyšší regionální fotbalové soutěže ve Východním Prusku.
- Concordia Königsberg – fotbalový klub, založený v roce 1911. Dvojnásobný účastník nejvyšší regionální fotbalové soutěže ve Východním Prusku.
- SV Rasensport-Preußen Königsberg – fotbalový klub, založený v roce 1905. Sedminásobný účastník nejvyšší regionální fotbalové soutěže ve Východním Prusku.
- Königsberger STV – fotbalový klub, založený v roce 1922. Pětinásobný účastník nejvyšší regionální fotbalové soutěže ve Východním Prusku.
- Reichsbahn SG Königsberg – fotbalový klub, založený v roce 1927. Pětinásobný účastník nejvyšší regionální fotbalové soutěže ve Východním Prusku.

### Ruská sportovní sdružení
- FK Baltika Kaliningrad – fotbalový klub, FNL (Ruská druhá liga). V 90. letech hrál klub i některé sezóny v Ruské Premier Lize.

## Turistické zajímavosti
- Kaliningradská katedrála
- Královská brána, Sackheimská brána a Braniborská brána
- Jantarové muzeum
- Pravoslavná katedrála Krista Spasitele
- Náměstí Vítězství (centrum města)
- Dům Sovětů (v roce 2024 zbourán)
- Kalinigradská zoo
- Kantova Univerzita (dříve Královecká univerzita)
- staré hradby

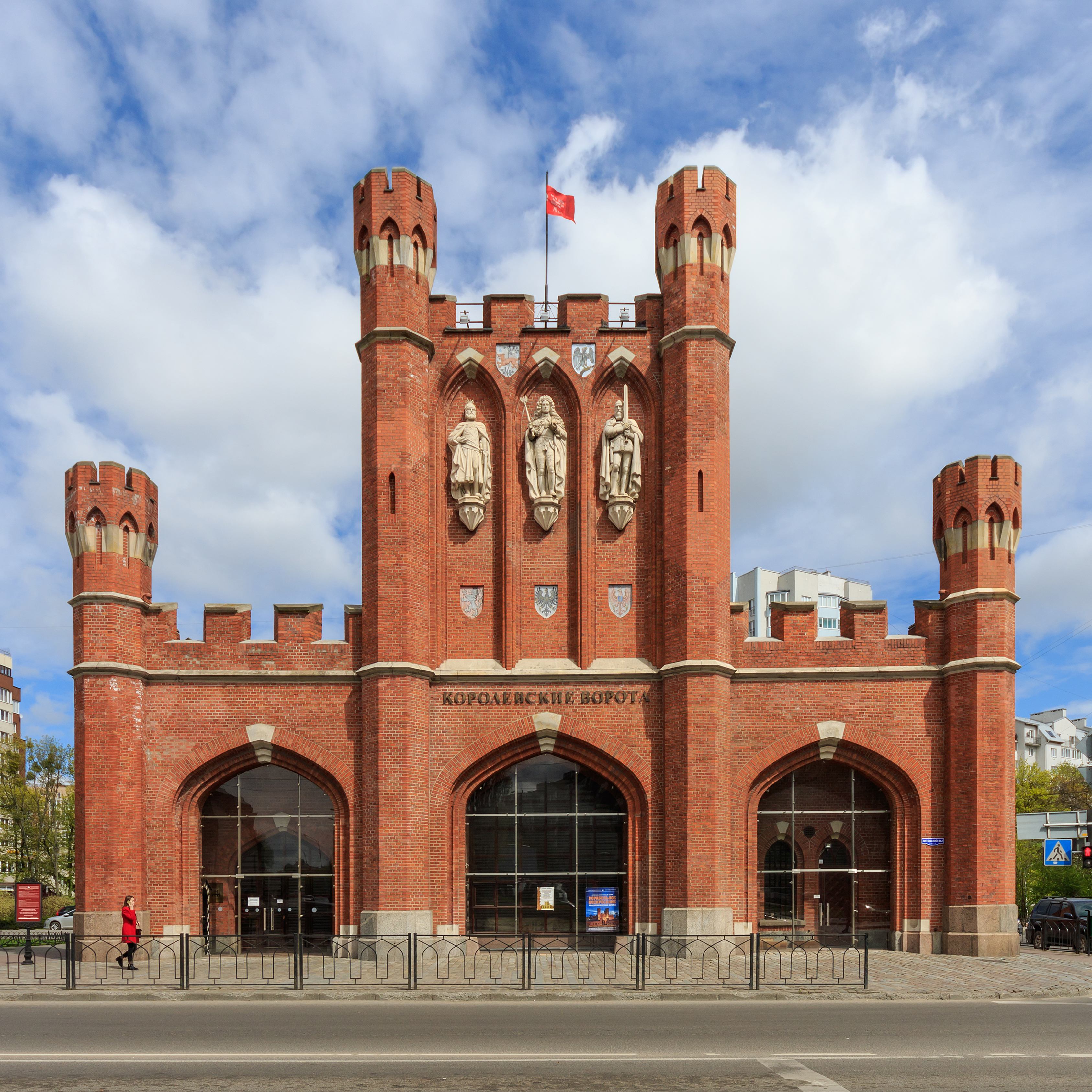
Královská brána
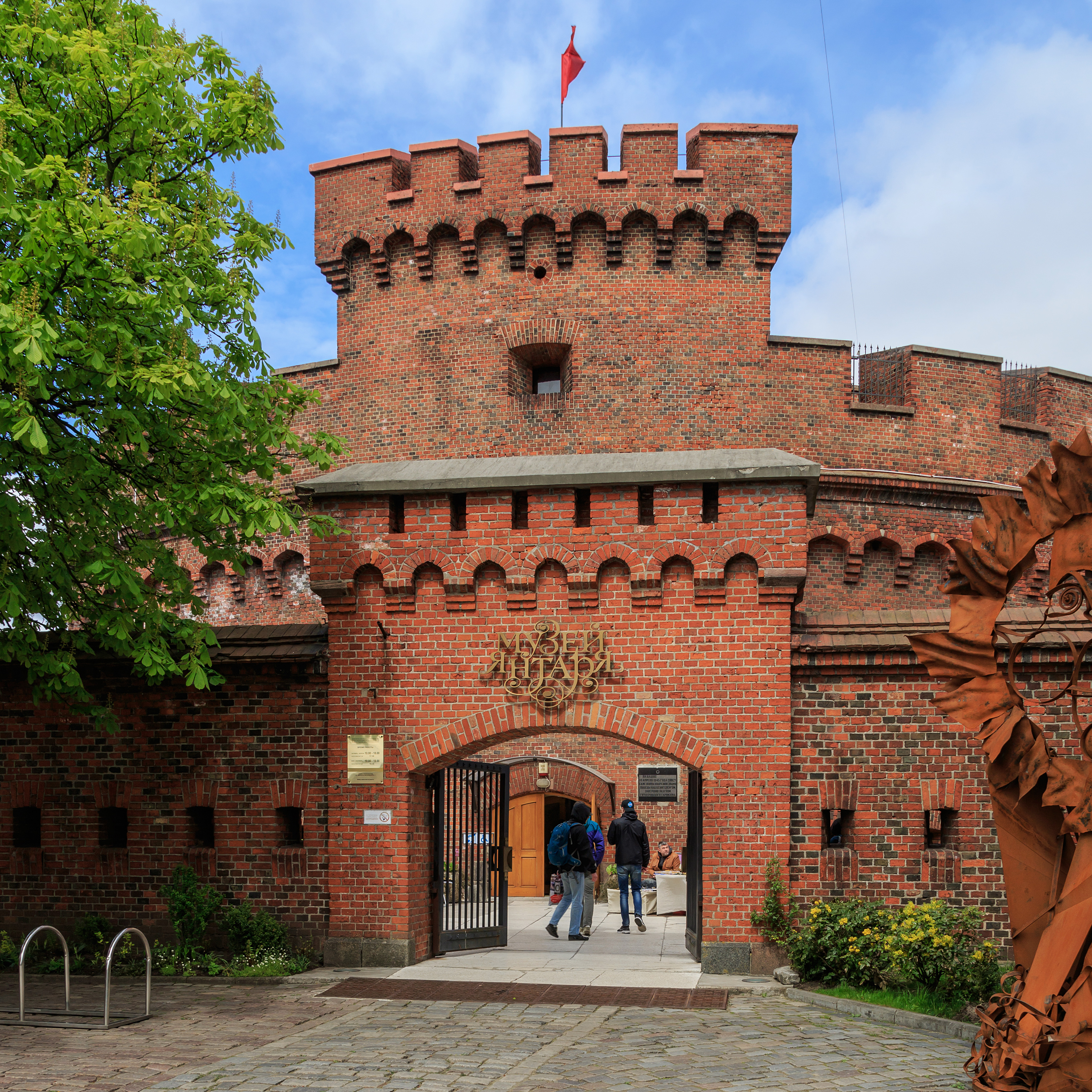
Jantarové muzeum
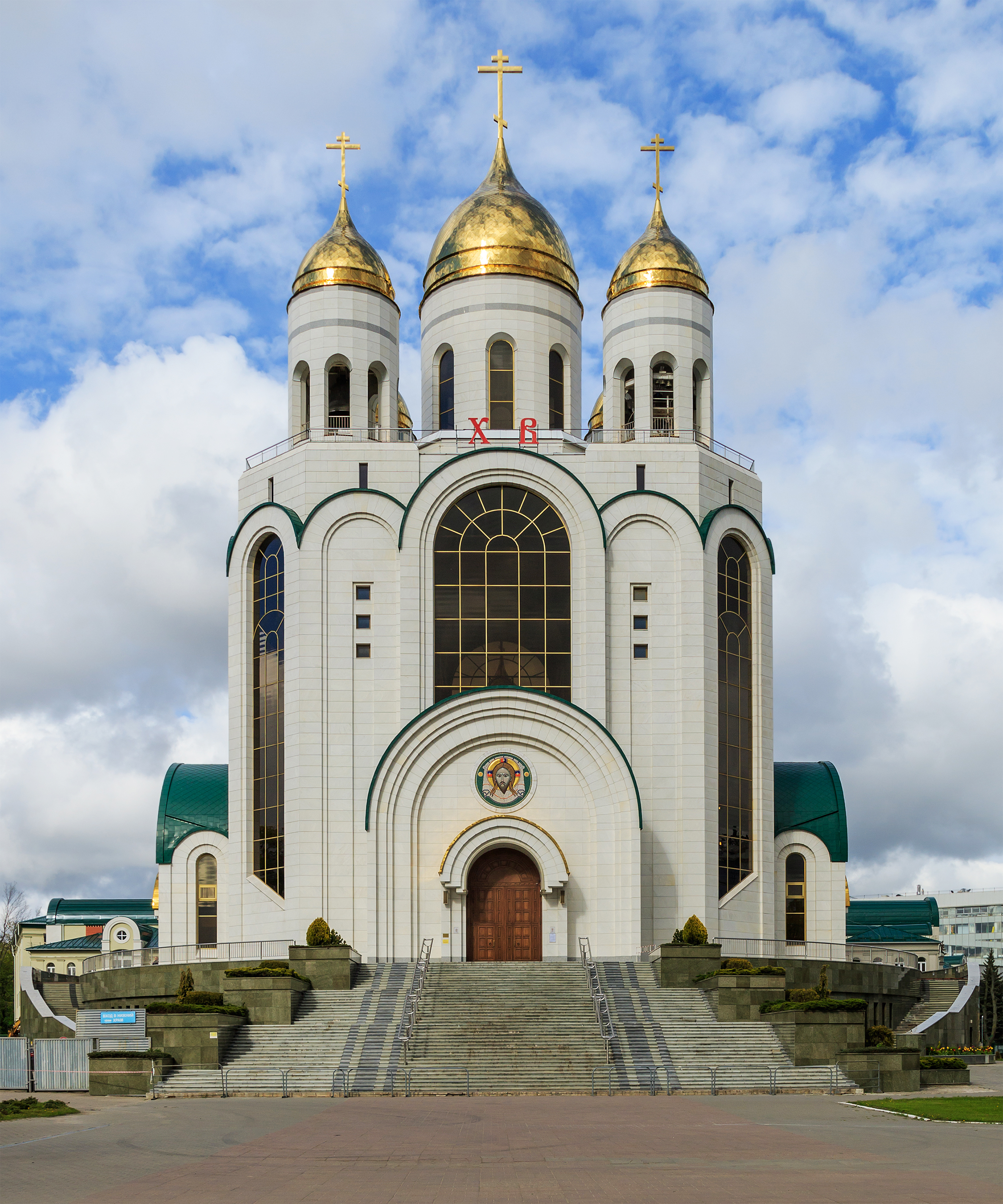
Katedrála Krista Spasitele

Město proslavil i matematický problém Sedm mostů města Královce, jehož řešením v roce 1736 položil Leonhard Euler základy teorie grafů a topologie.

## Změna jména
Po roce 1991 došlo k debatám o tom, zda by se město nemělo vrátit k užívání jména Königsberg (Královec), stejně jako se ke svým dřívějším jménům vrátilo několik dalších ruských měst (např. Petrohrad, Jekatěrinburg, Samara, Tver). K dalším návrhům patřila změna jména na Kalinograd (kalina je keř, který má posvátné konotace ve slovanském folklóru, je to motiv v desítkách lidových písní, spojených hlavně s mládím, svatbami či pohřby) nebo přejmenování města na Kantgrad (podle filozofa Immanuela Kanta, který ve městě prožil svůj život).
Vedoucí kaliningradské administrativy Felix Lapin vyzval v roce 2009 k návratu k historickému jménu a navrhl, že spolu s touto změnou by se zároveň celá Kaliningradská oblast mohla přejmenovat na Prusko nebo Západní Rusko. V září 2011 gubernátor Kaliningradské oblasti Nikolaj Cukanov prohlásil, že spor o jméno by nejlépe vyřešilo referendum, sám sebe nicméně označil za zastánce stávajícího pojmenování.
V květnu 2023 doporučila polská názvoslovná komise užívání starého polského exonyma, tedy Królewiec.

## Osobnosti

### Rodáci
- Michael Willmann (1630–1706), malíř
- Christian Goldbach (1690–1764), matematik

- Immanuel Kant (1724–1804), filozof
- Ernst Theodor Amadeus Hoffmann (1776–1822), spisovatel
- Gotthilf Heinrich Ludwig Hagen (1797–1884), fyzik
- Fanny Lewaldová (1811–1889), feministka a spisovatelka
- Gustav Robert Kirchhoff (1824–1887), fyzik
- Karl Rudolf König (1832–1901), fyzik
- Otto Wallach (1847–1931), chemik
- Paul Pabst (1854–1897), klavírista a skladatel
- Erich von Drygalski (1865–1949), cestovatel
- Käthe Kollwitzová (1867–1945), malířka a sochařka
- Eugen Sandow (1867–1925), jeden z prvních profesionálních kulturistů
- Arnold Sommerfeld (1868–1951), fyzik
- Agnes Miegelová (1879–1964), spisovatelka
- Werner Kempf (1886–1964), německý generál
- Lea Rabinová (1928–2000), spisovatelka a manželka Jicchaka Rabina
- Heinrich August Winkler (* 1938), historik
- Ludmila Očeretná (* 1958), bývalá manželka Vladimira Putina

### Ostatní

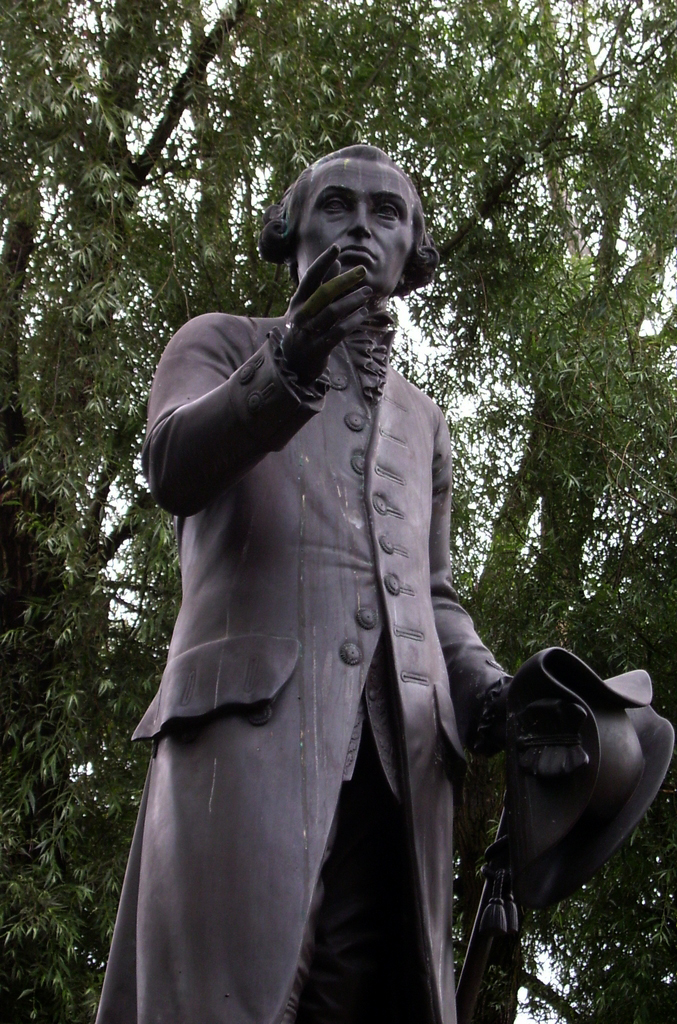
Socha Immanuela Kanta

- Martynas Mažvydas (asi 1510 – asi 1563), autor první tištěné litevské knihy
- Richard Wagner (1813–1883), hudební skladatel, dramatik, básník, spisovatel
- David Hilbert (1862–1943), matematik
- Friedrich Adolf Paneth (1887–1958), chemik
- Hannah Arendtová (1906–1975), politoložka
- Alexej Leonov (1934–2019), kosmonaut, který jako první uskutečnil vesmírnou procházku
- Jurij Romaněnko (* 1944), kosmonaut

## Partnerská města
- Aalborg, Dánsko
- Baranavičy, Bělorusko
- Brest, Bělorusko
- Ciudad de México, Mexiko
- Cork, Irsko
- Dzjatlava, Bělorusko
- Elbląg, Polsko
- Gdyně, Polsko
- Grodno, Bělorusko
- Groningen, Nizozemsko
- Homel, Bělorusko
- Jaroslavl, Rusko
- Jerevan, Arménie
- Kiel, Německo
- Kalmar, Švédsko
- Klaipėda, Litva
- Krasnojarsk, Rusko
- Lodž, Polsko (1992)
- Malmö, Švédsko
- Minsk, Bělorusko
- Murmansk, Rusko
- Norfolk, Spojené státy americké
- Omsk, Rusko
- Samara, Rusko
- Severodvinsk, Rusko
- Skopje, Severní Makedonie
- Southampton, Spojené království
- Šiauliai, Litva
- Ta-lien, Čína
- Zabrze, Polsko
- Zwolle, Nizozemsko

V roce 2022 polská města Bělostok, Gdaňsk, Olštýn a Toruň ukončila partnerství s Kaliningradem v reakci na ruskou invazi na Ukrajinu.